# Mario Kaplún
Mario Kaplún (31 de agosto de 1923 - 10 de noviembre de 1998) fue un educomunicador, radialista y escritor argentino. Se le conoce por promover el concepto de la comunicación transformadora en oposición a la educación bancaria.

## Biografía
Tuvo su primera experiencia en la cocina a los 17 años elaborando un programa que convocara a otros y otras jóvenes a participar en un club de debate que organizaba. A los 19 años, emitió su primer programa de radio educativo, llamado «Escuela de Aire», que consistió en ciclo sobre historia de la Argentina en formato de radioteatro.
A partir de entonces, participó y produjo multitud de programas radiales de debate periodístico y educativos. Algunos de sus programas fueron emitidos no sólo en América Latina, sino también en Filipinas y Estados Unidos, y fueron traducidos al portugués, al quechua y al aimara.
En su etapa residiendo en Venezuela, desde 1978 a 1985, coordinó el área de Comunicación y Cultura Popular del Centro al Servicio de la Acción Popular (CESAP). Dictó cursos sobre comunicación fotográfica, audiovisual y periodística, comunicación popular y sobre teatro.
Residió también en Uruguay, donde fue uno de los fundadores de la Escuela de Ciencias de la Comunicación de la Universidad de la República (hoy Facultad de Información y Comunicación), dedicándose a la investigación, gestión académica y docencia hasta su muerte en 1998.

## Pensamiento

### Comunicación transformadora frente a comunicación bancaria
Mario Kaplún aplicó a la comunicación la metodología e ideas sobre educación de Paulo Freire. Critica la comunicación bancaria, concepto que adapta de la educación bancaria descrita por Freire. Si en la educación bancaria, el educador deposita conocimientos en la mente del educando, Kaplún señala que, de igual manera, en el modelo de comunicación bancaria el emisor deposita informaciones en la mente del receptor:
A cada tipo de educación corresponde una determinada concepción y una determinada práctica de la comunicación. (...) Así como existe una «educación bancaria», existe una «comunicación bancaria». El emisor es el educador que habla frente a un educando que debe escucharlo pasivamente. O es el comunicador que «sabe» emitiendo su mensaje (su artículo periodístico, su programa de radio, su impreso, su vídeo, etc.) desde su propia visión, con sus propios contenidos, a un lector (u oyente o espectador) que «no sabe» y al que no se le reconoce otro papel que el de receptor de la información. Su modo de comunicación es, pues, el monólogo.
Defiende que la verdadera comunicación se produce cuando hay un diálogo, denunciando que casi la totalidad de los medios de comunicación deberían ser calificados medios de información o medios de difusión, ya que -en su opinión- no producen ese diálogo con la sociedad.
Promueve el término «emirec» del canadiense Jean Cloutier, quien formula que todo ser humano está dotado y tiene derecho a participar en el proceso de comunicación, actuando alternativamente como emisor (emi) y receptor (rec).

### Comunicación participativa
La comunicación para el cambio social evita la transmisión vertical de información por parte de los expertos, para colocar esta información en un contexto de diálogo y debate logrando que las personas desempeñen un papel activo en el proceso de cambio. Es una dinámica comunicativa que promueve procesos a largo plazo, que prioriza lo colectivo frente a lo individual, la motivación frente a la persuasión o imposición.
Se plantea que la comunicación no debe persuadir sino facilitar el diálogo y que no debe contraerse en los comportamientos individuales sino en las manifestaciones sociales, la cultura, la política.
Se proponen también modelos intermedios, como los centrados en la prealimentación, el partir de la escucha atenta al otro para incorporar su mundo, sus intereses y deseos, en mensajes en los que ese otro pueda incorporarse también como productor.

### Técnicas para la comunicación participativa
Durante su trayectoria laboral y en su obra, Kaplún conoció, practicó, describió y promovió diferentes técnicas para el desarrollo de una comunicación dialógica que evitara el modelo de comunicación bancaria. Algunas de las prácticas comunicativas que promueve son:
- Rotación de los lugares donde se produce la comunicación: se elaboran programas y periódicos a puertas abiertas, en la calle, en lugares de reunión, etcétera, para esto es mejor trabajar con grupos pequeños ya que facilita la participación de las personas y especialmente aquellas que tienen dificultades para manifestarse en grupos grandes, estimulando el cambio de opiniones.
- Predominar los temas locales, pero tratar también nacionales e internacionales siempre que se conecten con la experiencia vital de la ciudadanía con quienes nos queremos comunicar, procurando presentar esos temas conectándonos con las experiencias de los lectores, para que no se sientan ajenos, lejanos, para que perciban como y porque esas cuestiones les afectan y tienen que ver con ellos y sus vidas completas.
- Evaluación colectiva de la comunicación: la ciudadanía también participa opinando sobre la selección de contenidos, sobre si fueron comprensibles o sobre su utilidad, tomando en cuenta que les pareció, que captaron, que materiales le gustaron y cuales no comprendieron, todas esas opiniones nos sirven para mejorar la estrategia.
- Problematización del mensaje: Los discursos no tratan de resolver todas las dudas, sino generar debates en la población que, a través del diálogo, decide qué soluciones adoptar, permitiendo colectivizar ideas, resumir o sintetizar discusiones, favorecer el ambiente para que se establezcan relaciones e interpretaciones de los temas tratados.
- Prealimentación: que consiste en consultar a la ciudadanía por sus intereses, preocupaciones y aspiraciones mediante procesos colectivos de discusión y reflexión antes de elaborar cualquier tipo de comunicación, así los conocimientos individuales se colectivizan y de ese modo se enriquece el grupo, de esa manera es posible seleccionar los contenidos, conocer el nivel al que hay que adaptarlos y enfocarlos de una manera que les resulte de utilidad en sus vidas cotidianas.2

## Comunicación efectiva y humanista en ámbitos de salud
Cuando nos comunicamos lo hacemos desde nuestros afectos, desde nuestro conocimiento, nuestra inteligencia, nuestros valores, y desde toda nuestra personalidad. Podemos aseverar entonces, que la personalidad del comunicador influye en los objetos de su mensaje.
Los requisitos básicos para una buena comunicación e información al paciente son: la capacidad de empatía y la capacidad de resonancia afectiva, ambas componentes de la inteligencia emocional. La capacidad de resonancia emocional es aquella competencia que nos permite no solo identificar las emociones y sentimientos del otro, sino resonar, vibrar junto con el, aprobarlo, acogerlo. Al igual que la empatía, no significa sentir lo mismo que la otra persona. solo es necesario demostrar que lo sentido por el otro es legítimo y que lo hemos captado; para ello:
- Es necesario desarrollar la inteligencia emocional y, en particular, las competencias de empatía y la capacidad de resonancia para lograr una buena comunicación en ámbitos de salud.
- Cuando nos comunicamos, debemos tener en cuenta las características de pacientes y sanos.
- Debemos respetar las condiciones mínimas necesarias para lograr una comunicación eficaz en nuestro trabajo en el campo de salud.